# Cartério (consular)
Cartério (em latim: Carterius) foi um oficial romano dos séculos IV e V, ativo durante o reinado dos imperadores Graciano (r. 375–383), Valentiniano II (r. 375–392) e Teodósio I (r. 378–395).

## Vida

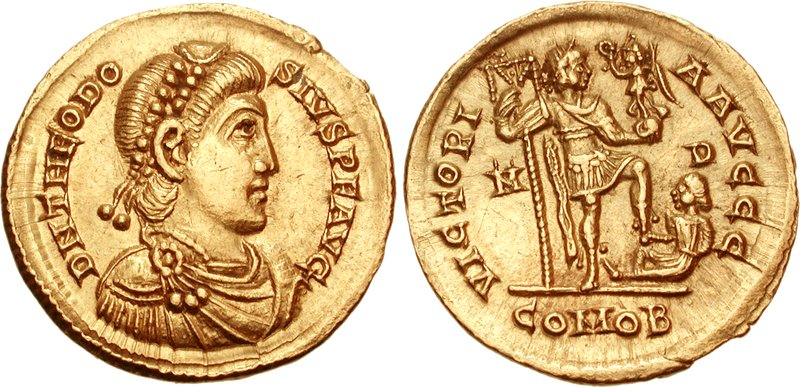
Soldo de Teodósio I r.

Cartério estava intimamente relacionado com o prefeito pretoriano do Oriente Neotério, sendo talvez seu parente. Ele primeiro atuou como advogado e então tornou-se juiz, como assessor ou governador provincial. Talvez pode ser o Cartério que ca. 380, ao tentar colocar seu nomeado como professor oficial em Antioquia, visita Constantinopla para assegurar permissão imperial, mas superestima sua influência, é ignorado e retorna em desgraça à Itália. Em 400, Quinto Aurélio Símaco pediu que noivasse sua filha com Auxêncio e mais tarde o mesmo autor escreveu-lhe agradecendo por fazê-lo. É possível que Cartério fosse genro de Rúfio Ceiônio Sabino.